# Коныгина, Екатерина Кузьминична
Екатерина Кузьминична Коныгина (24 декабря 1908 года, деревня Терентьево, Нижегородская губерния, Российская империя — 1 апреля 1980 года, Горьковская область, РСФСР, СССР) — колхозница, Герой Социалистического Труда (1949).

## Биография
Родилась 24 декабря 1908 года в крестьянской семье в деревне Терентьево Нижегородской губернии (сегодня — Городецкий район Нижегородской области). В 1935 году вступила в колхоз имени Тимирязева. Работала в этом колхозе рядовой колхозницей, бригадиром и звеньевой льноводческого звена до выхода на пенсию в 1971 году.
В 1948 году льноводческое звено под руководством Екатерины Коныгиной собрало по 6,5 центнеров волокна льна и 7,4 центнеров семян льна с участка площадью 4 гектара. За этот доблестный труд она была удостоена в 1949 году звания Героя Социалистического Труда.
Избиралась депутатом сельского и Городецкого городского советов народных депутатов.
В 1971 году вышла на пенсию. Скончалась 1 апреля 1980 года и была похоронена на сельском кладбище деревни Устиново Городецкого района.

## Награды
- Медаль «За трудовую доблесть» — награждена 12 марта 1948 года;
- Герой Социалистического Труда — указом Президиума Верховного Совета СССР от 9 апреля 1949 года;.
- Орден Ленина (1949);
- Орден «Знак Почёта» — награждена 12 марта 1958 года;